# Elektrownia Manapouri
Elektrownia Manapōuri – elektrownia wodna w Nowej Zelandii, na jeziorze Manapōuri, należąca do Meridian Energy, położona w Parku Narodowym Fiordland na Wyspie Południowej w Nowej Zelandii. 

## Lokalizacja
Elektrownia wodna znajduje się pod ziemią, a generatory w wydrążonej jaskini (111 metrów długości, 18 metrów szerokości, 39 metrów wysokości) wykopanej w skale 200 metrów pod powierzchnią jeziora Manapōuri. Dostęp do elektrowni odbywa się za pomocą dwukilometrowego tunelu o szerokości 9 metrów, który opuszcza się spiralnie i jest wystarczająco szeroki, aby mogły nim  przejechać pojazdy. Ludzie mogą dotrzeć też do elektrowni windą, która zjeżdża na głębokość 220 metrów (co odpowiada 70-piętrowemu budynkowi), a podróż trwa dwie i pół minuty. Elektrownia wykorzystuje 178-metrową różnicę wysokości między jeziorem Manapōuri a morzem w Deep Cove. Do elektrowni nie można dojechać samochodem. Promy dowożą pracowników elektrowni i turystów 35 km z portu Pearl Harbor w Manopouri, miasta po drugiej stronie jeziora na jego wschodnim krańcu.

## Historia
Idea budowy elektrowni  w tym miejscu powstała w 1904 roku, ale odległa lokalizacja i skala trudności technicznych uniemożliwiła realizację tego projektu. Decyzja o budowie elektrowni zapadła po II wojnie światowej, gdy w pobliżu odkryto złoża boksytu.  W 1956 roku powstała spółka Commonwealth Aluminium Corporation Pty Ltd, znana później jako Comalco. Zaczęła poszukiwać taniej energii.
Budowę elektrowni Manapōuri rozpoczęto w 1964 roku. 1800 pracowników pracowało przez osiem lat w niezwykle trudnych warunkach. Śmierć w trakcie budowy poniosło 16 mężczyzn, co upamiętnia specjalna tablica wmurowana w ściany elektrowni. Zbudowano kilka tuneli dostępu. Wykopano 10-kilometrowy tunel, aby odprowadzić wodę ze stacji do zatoki Deep Cove w fiordzie Doubtful Sound. Po raz pierwszy moc została wygenerowana we wrześniu 1969 roku po zainstalowaniu dwóch generatorów. Stacja ukończona w 1972 roku, kiedy oddano do eksploatacji siódmy i ostatni generator. Jednak projektanci nie doszacowali tarcia pomiędzy wodą a ścianami tunelu prowadzącego do DeepCove, w wyniku czego nie był on w stanie odprowadzić takiej ilości wody, która pozwoliłaby pracować  zainstalowanym turbinom Francisa z pełną wydajnością. Z tego powodu moc dostarczana przez elektrownię ograniczona była do 585 MW. Dopiero w 1998 roku zaczęto prace nad drugim tunelem. Ma on tak jak pierwszy 10 km długości i 10 m średnicy, a oba są od siebie odległe o 75 metrów. Został  ukończony w  2002 roku, dzięki czemu maksymalna moc każdego z 7 pracujących w elektrowni generatorów firmy Siemens, generujących napięcie 13,8 kV, wzrosła do 850 MW. Maksymalna moc wyjściowa elektrowni wynosi jednak 800 MW ze względu na ograniczenia wynikające z posiadanych pozwoleń.

## Właściciel
Właścicielem i zarządcą jest Meridian Energy. Firma obsługuje siedem elektrowni wodnych i pięć farm wiatrowych w Nowej Zelandii. Jest także właścicielem dwóch farm wiatrowych w Australii i farmy słonecznej w Tongatapu w Tonga. Dostarcza energię elektryczną klientom indywidualnym, biznesowym i przemysłowym. Działa pod marką Meridian and Powershop. Została założona w 1998 roku i ma siedzibę w Wellington w Nowej Zelandii.

## Zwiedzanie
Elektrownię można zwiedzać, ale od października 2017 jest zamknięta z powodu prac konserwacyjnych. Otwarcie jest przewidywane na październik 2018, ale z powodu remontów prowadzonych przez Meridan Energy zwiedzanie jest odwołane bez określenie terminu jego przywrócenia.